# Tomba di Giovanni e Piero de' Medici
La Tomba di Giovanni e Piero de' Medici è un'opera in marmo, bronzo, porfido e pietra serena di Andrea del Verrocchio e si trova nella Basilica di San Lorenzo a Firenze, nell'intercapedine tra il transetto sinistro (Cappella delle Reliquie) e la Sagrestia Vecchia. Risale al 1469-1472 e misura 601x358 cm.

## Storia
Il monumento venne commissionato da Lorenzo de' Medici per la sepoltura del padre Piero, morto nel 1469, e dello zio Giovanni, morto nel 1463. L'opera venne completata nel 1472.

## Descrizione e stile
Il monumento funebre riprese la tipologia dell'arcosolio rinascimentale usato da Bernardo Rossellino nel Monumento a Leonardo Bruni (1450) e da Desiderio da Settignano nel monumento funebre a Carlo Marsuppini (1453-1455), segnando un punto di arrivo di questa tipologia.
Il sepolcro, invece di essere addossato a una parete, si trova al di sotto di un arco che apre un'intercapedine tra i due vani, i quali erano entrambi sotto il patronato dei Medici. Il sarcofago è in porfido e poggia su uno zoccolo. È decorato da zampe leonine e girali bronzei, che riprendono il modello di Desiderio da Settignano, mentre il motivo del medaglione centrale, in serpentino verde, venne ispirato dal tabernacolo di Santa Maria a Peretola e dalla tomba di Benozzo Federighi di Luca della Robbia. Lo zoccolo poggia su tartarughe vere, ispirate all'Ercole e Anteo di Antonio del Pollaiolo, mentre la grata bronzea, fingente una corda intrecciata, che scherma l'apertura tra i due vani, venne probabilmente ripresa dalla tomba di Neri Capponi in Santo Spirito, del Rossellino.
La decorazione non presenta figure umane scolpite, ma è basata sulla rarità preziosa dei materiali e sull'impeccabile esecuzione. La novità del monumento sta soprattutto nell'originale collocazione in un ambiente di passaggio, con la grata che scherma il trapasso tra pieni e vuoti, facendo vibrare la luce sulle sue maglie.